# Henri Mingasson
Henri Mingasson, né le 31 mars 1899 à Guéret (Creuse) et mort le 17 novembre 1978 à Villiers-Saint-Denis (Aisne), est un militaire et résistant français.

## Biographie
Sylvain Alphonse Henri Mingasson, né le 31 mars 1899 à Guéret dans la (Creuse), est le fils d'Aimé Joseph Ernest Mingasson, fonctionnaire de l'administration des Postes, et de Marie Louise Geneviève Georgette Aujay.
Appelé sous les drapeaux dans les derniers mois de la Première Guerre mondiale, à son retour, il poursuit une carrière militaire en entrant à l'École de Guerre.
Lors de la Seconde Guerre mondiale, il est affecté en juin 1940 à l’État-Major de l’Armée d’Armistice créée par Pétain après l’armistice.
En janvier 1941, il obtient le commandement du 35e RA avec le grade de chef d’escadron (commandant). Il prend alors contact avec le colonel de Grancey, commandant le 26e RI et organise avec lui ce qui s’appellera l’ORA-Dordogne (Organisation Résistance Armée). En novembre 1942, après l’invasion de la zone libre par les Allemands, l’Armée d’Armistice est dissoute, ce qui provoque la création clandestine de l’AS. L’ORA est alors organisée au niveau national par le général Frère.
Henry Mingasson entre en clandestinité sous le nom de « Louis ». En janvier 1943, il est nommé responsable de l’ORA-Dordogne, tout en restant chef d’escadron du 35e RA. Il organise ainsi la participation de ce régiment à la résistance clandestine. En mars de la même année, il doit quitter ce poste pour rejoindre Bordeaux pour une mission secrète,. Il est remplacé à la tête de l’ORA-Dordogne par le colonel de Grancey. L’ORA organise des caches d’armes pour les soustraire aux Allemands, ainsi que des parachutages de matériel et des sabotages. En décembre 1943, Henry Mingasson, de retour de Bordeaux, devient responsable de l’ORA-Dordogne nord (région de Périgueux et de Vergt), le commandant Paquette étant son homologue pour la Dordogne sud (Sarlat).
En février 1944, toutes les organisations clandestines, ORA, FTPF, AS, fusionnent pour devenir les Forces françaises de l'intérieur (FFI) et en mai, Henry Mingasson est nommé chef des FFI-Dordogne,. Il installe alors l’État-Major des FFI au château de Breuilh (Dordogne). Il reconstitue clandestinement, dans le maquis des bois de Cendrieux, le 26e RI, précédemment dissous,. Cette reconstitution ne sera terminée qu’en novembre 1944. Peu après le débarquement allié en Normandie, les Allemands se retirent de Périgueux, et Henry Mingasson défile à la tête des régiments reconstitués, le 26e RI et le 35e RA, sur les boulevards de Périgueux. Il y reçoit les félicitations du représentant officiel du roi d’Angleterre pour l’ensemble de ses actions de résistance[réf. nécessaire]. Il est alors lieutenant-colonel. Il est nommé officiellement chef de corps du 13e RI, numéro sous lequel le 26e RI est régularisé.
En janvier 1945, il part, avec ce régiment, sur le front de l’Atlantique et participe, sous les ordres du général de Larminat, aux opérations visant la libération de La Rochelle. Le 5 mai, il reçoit la capitulation des Allemands[réf. nécessaire]. Dès le 12 mai, l’ensemble du régiment part pour l’Algérie, où les troubles commencent. Il en revient en octobre. Il est ensuite nommé successivement à Bordeaux, à Dijon, à Paris et devient chef d’État-Major particulier du Ministre de la Défense de l’époque.
Nommé au grade de général de brigade, il meurt à Villiers-Saint-Denis (Aisne), près de Château-Thierry, le 17 novembre 1978. Il est enterré au cimetière Saint-Just à Laon.

## Distinctions
- Commandeur de la Légion d'honneur
- Croix de guerre 1939–1945 (plusieurs citations)
- Médaille de la Résistance française avec rosette (décret du 3 août 1946)[15]